# Nummius Aemilianus Dexter
Nummius Aemilianus Dexter war ein spätantiker römischer Politiker und Schriftsteller.
Dexter war der Sohn des Pacianus, des Bischofs von Barcelona um 391. Er folgte wohl Kaiser Theodosius I., der ebenfalls aus dem römischen Hispanien stammte, in den Osten des Römischen Reiches. Zwischen 379 und 387 war er Prokonsul der Provinz Asia, wofür ihm in seiner Heimatstadt Barcino (heutiges Barcelona) eine Statue errichtet wurde. 387 war er comes rerum privatarum. Wohl nach Theodosius’ Tod 395 kehrte er in den Westen des Reichs zurück und war 395 Prätorianerpräfekt von Italien.
Hieronymus kannte Dexter und nannte ihn als christlichen Schriftsteller, der eine omnimoda historia verfasst habe. Aufgrund dieser Beschreibung (hier wohl als Universalgeschichte zu verstehen), die dem Anfang der von Hieronymus bearbeiteten Chronik des Eusebius von Caesarea ähnelt, wurde vermutet, dass es sich um eine lateinische Übersetzung bzw. Bearbeitung eines Teils der Eusebiuschronik gehandelt hat. Die Intention war womöglich, eine christliche Geschichte für Leser im lateinischen Westen des Imperiums zu schreiben. Dies ist allerdings aufgrund der sehr knappen Beschreibung recht spekulativ, da ansonsten nichts über das Werk bekannt ist. 
Dexter inspirierte Hieronymus wohl, die viris illustribus zu schreiben, welche ihm gewidmet sind.